# Caravino
Caravino (piemontesisch Caravin) ist eine Gemeinde in der italienischen Metropolitanstadt Turin (TO), Region Piemont.

## Lage und Einwohner
Caravino liegt 63 km nordwestlich von Turin, nahe dem Fluss Dora Baltea, und hat 884 Einwohner (Stand 31. Dezember 2023). Das Gemeindegebiet umfasst eine Fläche von 11 km². Im Ort liegt das Castello di Masino. Es diente in der italienischen Telenovela Elisa di Rivombrosa beziehungsweise der Fortsetzung La Figlia di Elisa als Kulisse.
Die Nachbargemeinden sind Albiano d’Ivrea, Azeglio, Strambino, Settimo Rottaro, Vestignè, Cossano Canavese und Borgomasino.

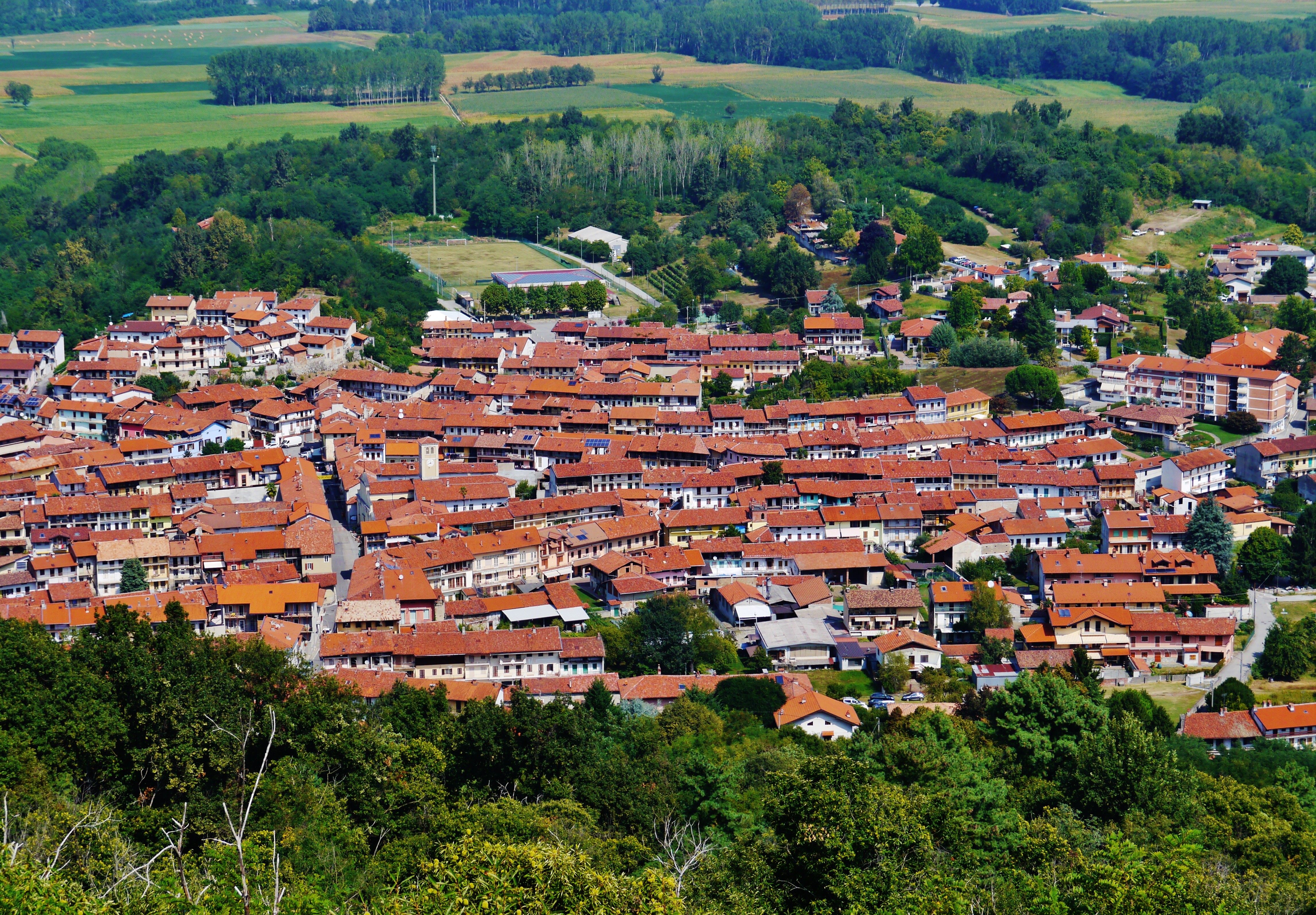
Über den Dächer von Caravino

### Bevölkerungsentwicklung

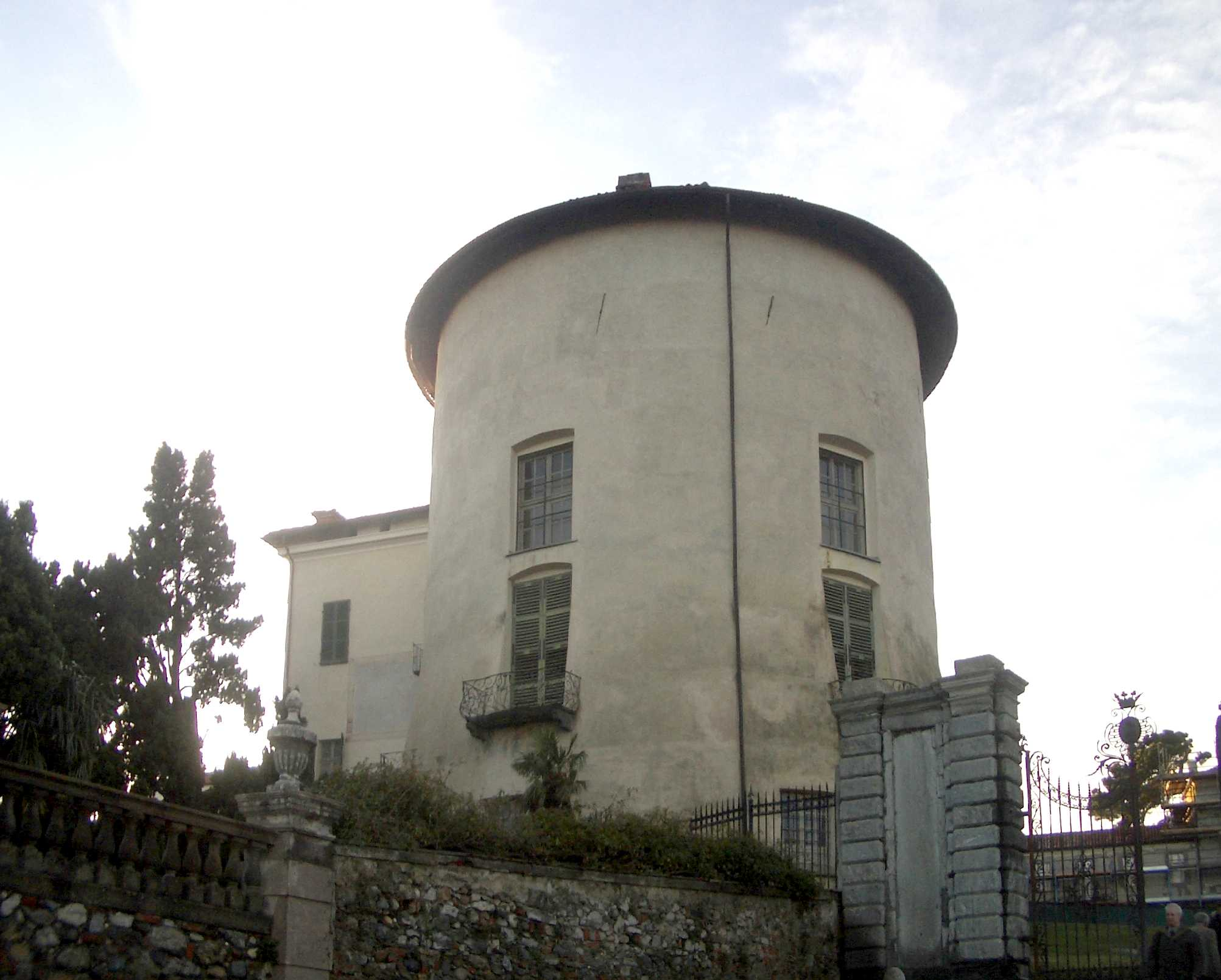
Castello di Masino